# Toegoenezen
De benaming Toegoenezen slaat op de bewoners van de wijk Toegoe in Jakarta op Java in Indonesië. In vroegere tijden was de kampong Toegoe in feite een dorpje net buiten de stad Batavia.

## Geschiedenis
Het Nederlandse handelsbedrijf de Vereenigde Oostindische Compagnie veroverde op op Java in de 17e eeuw steeds meer gebieden en handelsposten op de eerst aanwezige Europeanen de Portugezen. Tot het protestantisme overgegane katholieke voormalige slaven van gemengde afkomst konden zich in Batavia vestigen en kwamen onder andere in Toegoe terecht. Het dorpje lag gedurende de natte tijd van het jaar geïsoleerd in een moerassig gebied en kon mede daardoor een eigen cultuur ontwikkelen. Een belangrijk aspect hiervan was de krontjongmuziek, met Portugese invloeden, die er ontstond.
Toen Indonesië na de vrijheidsoorlog in 1949 zelfstandig werd, verhuisden vele Toegoenezen naar Nieuw-Guinea, dat nog onder het Koninkrijk der Nederlanden  viel. De Indonesiërs beschouwden hen als bruine Hollanders en ze vreesden daarom discriminatie en vervolging.

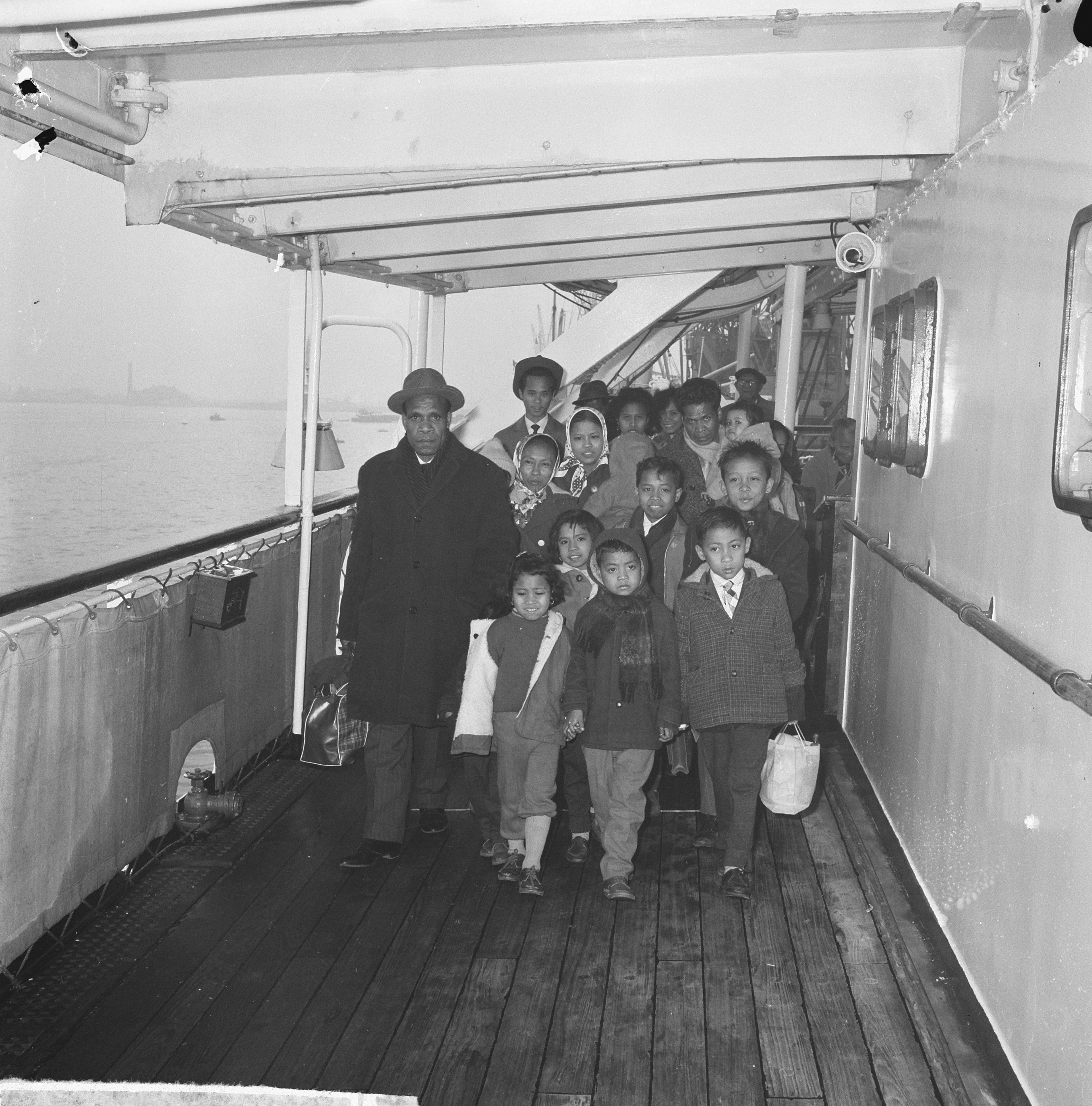
Toegoenezen aan boord van de Willemstad, op weg naar hun nieuwe vaderland Suriname, 5 april 1963

Gedurende ongeveer twaalf jaar leidden de gevluchte Toegoenezen een separaat bestaan in Hollandia, het latere Jayapura, op Nieuw-Guinea. Toen in 1962 ook Nederlands Nieuw-Guinea aan Indonesië werd overgedragen, besloot het overgrote deel van de Toegoenezen daar te vertrekken. Ze werden gevestigd op plantage Slootwijk in Suriname of gingen naar Nederland.

## Papia Tugu: de Toegoenese taal
Ik houd ervan of ik houd er niet van.
Bos kere ning kere.
Ga zitten!
Santa!
Waarom huil je?
Parki bos cura?
Ik ben niet bevooroordeeld.
Yo nungku cadu.
Ik weet het nog niet
Yo ja sabe.
Toegeven
Bota!
Waar wil je naartoe?
Bos anda undi?
Ik sta het niet toe.
Yo ningker dah.
Hij is al dood.
Ele ja more.
Hij is nog niet dood
Ele indana more.
Het eten is al klaar.
Komaria juku lestu.
Ik ga eerst douchen.
Yo anda limpa korpu.
Heb je je al gewassen?
Bos ja limpa korpu?